# Сукпай
Сукпа́й (рос. Сукпай) — селище у складі району імені Лазо Хабаровського краю, Росія. Адміністративний центр та єдиний населений пункт Сукпайського сільського поселення.

## Населення
Населення — 1191 особа (2010; 1628 у 2002).
Національний склад (станом на 2002 рік):
- росіяни — 88 %